# 해태

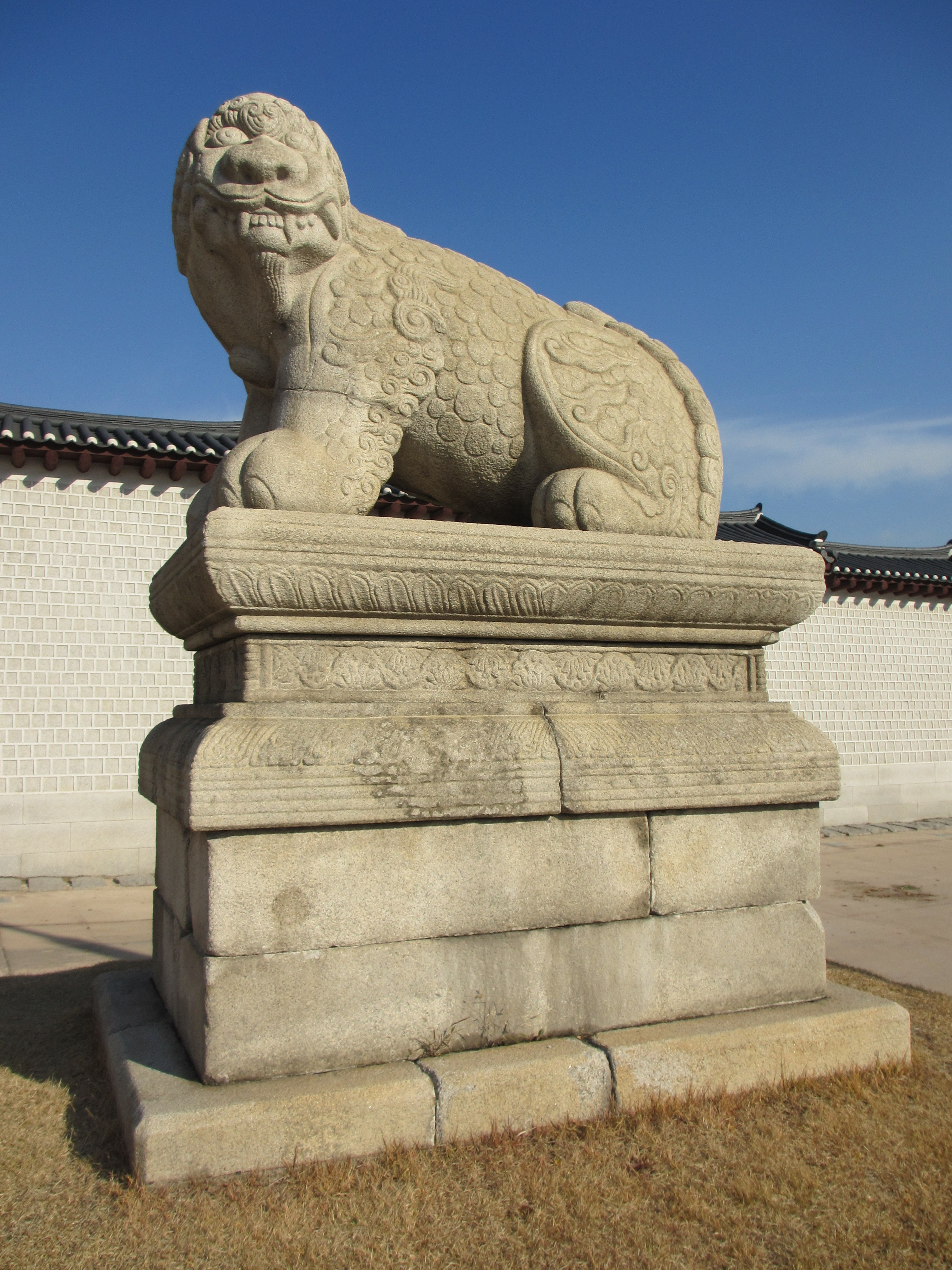
경복궁의 해태상

해태(獬豸/獬廌, 영어: haetae, xiezhi)는 중국 고대 전설 속의 ‘시비와 선악을 판단하여 안다고 하는 상상의 동물’이다. 해치라고도 한다. 사자와 비슷하나 기린처럼 머리에 뿔이 있다고 정의되어 있는 ‘해치’는 그 형태적 특징이 목에 방울을 달고 있으며, 몸 전체는 비늘로 덮여 있다고 알려졌다. 또한, 겨드랑이에는 날개를 닮은 깃털이 나 있고, 여름에는 늪가에 살며 겨울에는 소나무 숲에 산다고 알려졌다. 한자로는 해(獬)가 부정한 사람을 보면 뿔로 받는다는 신수(神獸), 신통한 양 등을 뜻하고, 치(豸)는 웅크리고 노려보다, 풀리다 등의 의미가 있다. 영어로는 ‘the unicorn-lion(외뿔 달린 사자)’ 또는 ‘an omniscient mythical beast(모든 것을 다 꿰뚫어보는 능력을 갖춘 상상의 짐승)’이라고 풀이된다. 보통 'Foo Dog' 이라고 말하기도 한다.

## 관련 문화

### 한국

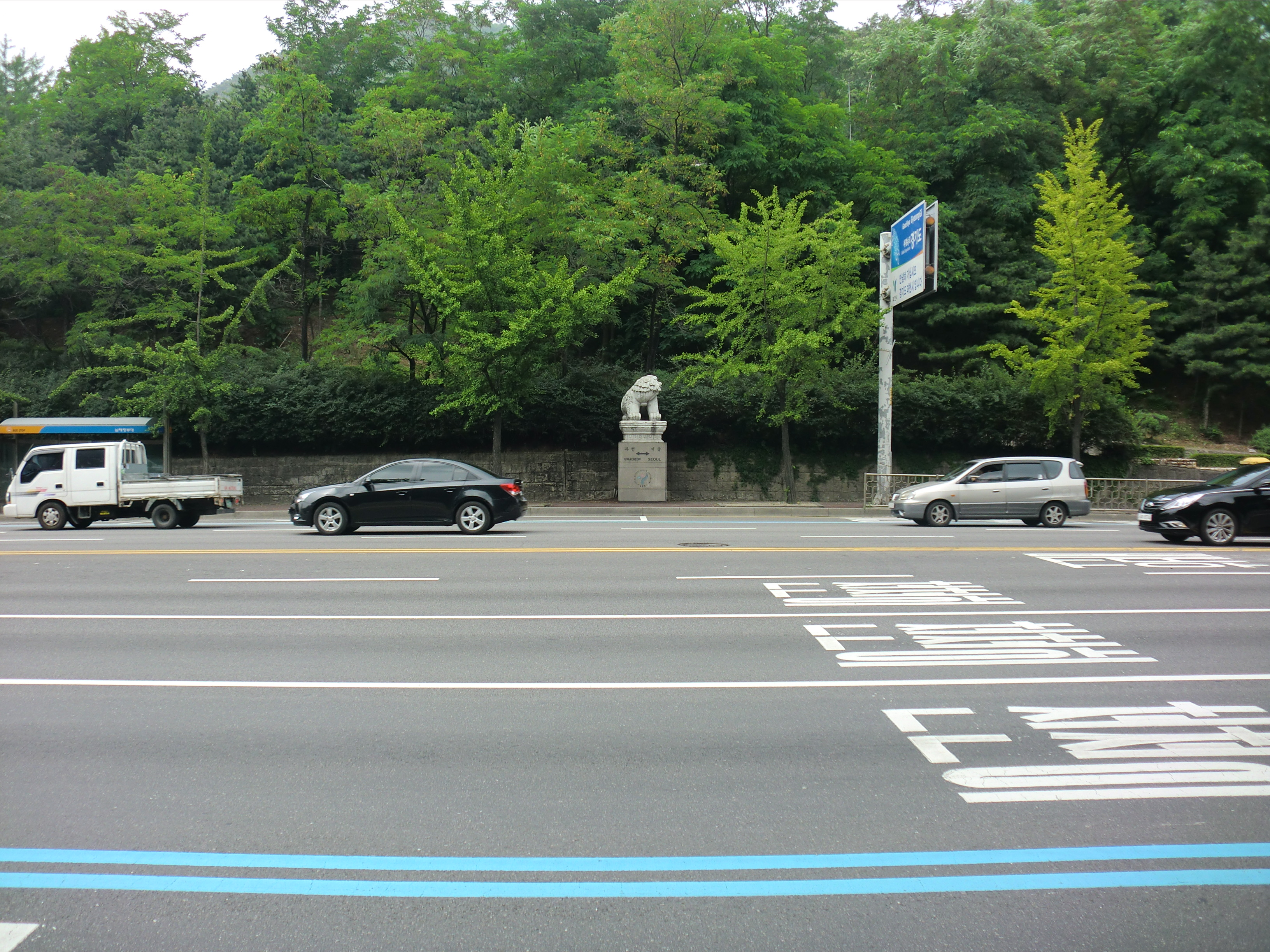
해태는 서울의 상징으로도 사용되고 있기 때문에 위와 같이 다른 지역에서 서울로 들어가는 경계 지점에 해태상을 설치하기도 한다. 위 사진은 과천대로에 설치된 해태상.

선한 사람과 악한 사람을 구분하는 속성 때문에 해태는 재판과 관계지어졌으며, 후세에는 해치의 모습이 재판관의 옷에 그려졌다.
한국의 경우, 조선시대에는 관리들을 감찰하고 법을 집행하는 사헌부를 지켜주는 상징으로, 사헌부의 우두머리인 대사헌이 입는 관복의 흉배에 해치를 새겼다. 또한, 오늘날에도 대한민국의 국회의사당과 대검찰청 앞에 해치상이 세워져 있다. 이는 해치처럼 자신의 마음을 가다듬고 항상 경계하며, 정의의 편에 서서 법을 공정하게 처리하라는 뜻이 담겨 있다.
이로 말미암아 다른 전설상의 동물들은 훌륭한 왕이나 성인이 태어나거나 크게 활약을 할 때 나타났지만, 해치는 왕의 재판이 공정하게 행해지지 않는 시대에 나타난다고 한다.
또 화재나 재앙을 물리치는 신수(神獸)로 여겨져, 경복궁 앞에 한 쌍의 해치상이 자리 잡고 있다. 풍수지리설서는 서울을 나라의 수도로 더없이 좋은 곳이기는 하지만 불에는 약하다고 설명한다. 특히나 관악산이 유달리 불의 기운이 강한 산인데, 경복궁 뒤의 북악산이 관악산보다 낮아서 그 기운을 막기가 무척 어렵다는 것이다. 이에 따라 불의 기운을 억누르기 위해 경복궁 앞에 두 개의 해치 석상을 세웠다는 말이 있지만, 실제로 고종실록을 보면 하마비와 궁내외 경계 표식으로 사용하려고 갖다놓았음을 확인할 수 있다.
해치는 2008년 5월 13일 서울시에 의해 서울을 대표하는 상징으로 선정되었다.

### 중국
중국 신화 속의 신수인 '해태(獬豸,xiè zhì)'는 소와 같은 외관을 가지고 있으며, 머리 정상에는 긴 한 개의 뿔이 있으며, 두 눈은 밝고 생기가 넘친다. 꼬리는 짧고, 달팽이와 같이 생긴 것이고, 발은 양의 발처럼 생겼다. 해태는 물가에 살아가며, 충실한 성격을 가지고 있다. 두 사람이 싸우고 있을 때는 올바르지 않은 쪽을 뿔로 밀치기도 하며, 두 사람이 말다툼을 할 때는 정의 없는 자를 깨물기도 한다. 그것은 선악을 식별하고 공정한 본능을 가지고 태어났기 때문에 옛날부터 신수로 간주되었다.
중국의 고대 문헌인 「설문해자」에는 "해태(廌)"라고 하며, "해태(解廌)"로 설명되어 있으며, 이는 동물로, 소와 비슷하며, 한 개의 뿔이 있다. 고대에 소송이 있을 때는 뿔로 올바르지 않은 사람을 뿔로 찌르게 했다. "(「说文解字」：“廌，解廌，兽也，似牛，一角，古者诉讼，令触不直者。”)중국의 고대 판사들이 쓴 모자를 "해태관(獬豸冠)"이라고 한다.
한나라 「이물지」에 "해태(廌)"는 "성품이 곧고 곧다. 사람들이 싸우고 있을 때 올바르지 않은 사람을 찌르고, 사람들이 말다툼을 할 때 올바르지 않은 사람을 물기도 한다." (汉朝杨孚「异物志」:“性别曲直。见人斗，触不直者。闻人争，咋不正者。”)해태는 정의를 펼치는 성품을 가졌으며, 역사의 진행에 따라 더욱 활발해지고, 결국 허치는 정의의 상징으로 자리매김했다.
「연한서‧여복지하」에는 다음과 같이 기술되어 있다: "혹은 이것을 '해태관(獬豸冠)'이라고도 한다. 해태는 신성한 양으로, 곧고 곧다를 식별할 수 있었으며, 추국왕이 이를 포로로 잡았기 때문에...관으로 삼았다."(「续汉书‧舆服志下」：“或谓之獬豸冠。獬豸神羊，能别曲直，楚王尝获之，故以为……冠。”)
「설이기록」에는 "해태는 한 개의 뿔이 있는 양이다. 성품이 사람의 죄를 알고 있다.  의심스러운 죄인들을 양에게 찌르게 했다."(「述异记」：“獬豸者，一角之羊也。性知人罪。皋陶治狱，其罪疑者，令羊触之。”)
천원룡의 「격지경원」은 「신이경」을 인용하며 다음과 같이 설명한다: "동북에 황중에 양과 같은 짐승이 있다. 한 개의 뿔이 있고, 푸른 털을 가졌으며, 네 다리가 있으며, 성품이 충직한다. 사람들이 싸우고 있으면 올바르지 않은 방향으로 찌르지 않고, 사람들이 말다툼을 할 때 올바르지 않은 자를 알아낸다. 이름은 해태이며, 한 개의 이름은 법수이다. 그래서 법정은 모두 동북쪽에 있다." 또한 해태(解廌)라고도 한다.(陈元龙「格致镜原」引「神异经」︰“东北有荒中有兽如羊，一角，毛青，四足，性忠直，见人斗则触不直，闻人论咋不正，名曰獬豸，一名法兽。故立狱皆东北，依所在也。”)
「후한서‧여복지하」에는 다음과 같이 기술되어 있다: "법관의 모자... 혹은 '해태관(獬豸冠)'이라고도 한다. 해태는 신성한 양으로, 곧고 곧다를 식별할 수 있었으며, 추왕이 이를 포로로 잡았기 때문에...관으로 삼았다." (「后汉书‧舆服志下」︰“法冠……或谓之獬豸冠。獬豸神羊，能别曲直，楚王尝获之，故以为冠。”)해태는 중국의 법률 상징으로 자리매김했다.
소서의 「애자잡설」에는 이렇게 기록되어 있다: "제 선왕이 애자에게 물었다: '나는 고대에 허치가 있었다는데, 무엇인까?' 애자가 대답하되: '요시대에 허치란 신수가 있었는데, 궁정에서 군臣들의 사악을 식별하여 찌르고 먹었다.' 애자가 대답하고 다시 말했다: '만약 오늘날에 그 신수가 있다면, 구걸하지 않을 것다.'"(苏轼「艾子杂说」：齐宣王问艾子曰：“吾闻古有獬豸，何物也？”艾子对曰：“尧之时，有神兽曰獬豸，处廷中，辨群臣之邪僻者，触而食之。”艾子对已，复进曰：“使今有此兽，料不乞食矣。”)
청나라의 도유사는 허치를 보충복으로 사용하며, 그 업무는 관할 공무원을 조사하는 것이다.
일부 중국인은 그의 모습을 재현한 예술품을 묘지에 안장품으로 선택한다. 이는 그것이 거상한 정의로운 기운을 상징하기 때문이다. 또한 많은 사법 인사들이 해태 형상의 장신구를 선호하며, 중화인민공화국의 판사의 판독기에는 허치의 도안이 있다. 베이징에 위치한 법률 출판사의 로고는 바로 해태이다.

### 일본
에도 시대의 동물도감에는, 몸은 양과 비슷하고 네 개의 다리와 한 개의 뿔이 있다고 되어 있다.

## 참고 자료
본 문서에는 서울특별시에서 지식공유 프로젝트를 통해 퍼블릭 도메인으로 공개한 저작물을 기초로 작성된 내용이 포함되어 있습니다.

### 단행본
- 강경선 외 4명(2003). 이야기가 있는 경복궁 나들이. 도서출판 역사넷. 서울.
- 김동욱, 정정남(2005). 조선의 법궁 경복궁. 예맥출판사. 서울.
- 서현(2004). 서울시나리오. 공간사. 서울.
- 유영옥(1997). 상징과 기호의 정치행정론. 학문사. 서울.
- 이규목(1980). 도시와 상징. 일지사. 서울.
- 장석만(1991). 상징과 해석. 서광사. 서울.
- 조승국(1982). 인간과 상징. 범조사. 서울.
- 한국정신문화연구원(2001). 한국민족문화대백과사전. 동방미디어. 서울.
- 허균(2005). 사료와 함께 새로 보는 경복궁. 한림미디어. 서울.
- Anholt, Simon. 김유경 옮김(2003). 국가 브랜드, 국가 이미지: 글로벌 브랜드를 만들기 위해 기업과 정부가 할 일. 커뮤니케이션북스. 서울.
- Whitehead, A.N.. 정연홍 옮김(1989). 상징작용: 그 의미와 효과. 서광사. 서울.

### 학위논문
- 전종범(1996).	도시의 심벌마크에 관한 연구 – 서울시 심벌마크에 대한 적합도 조사.
- 명지대학교 산업기술대학원 산업디자인학과, 석사학위 논문.
- 이정아(2005).	역사문화상징지구내 경관 조명에 관한 연구 – 세종로 ~ 남대문로의 가로와 건축물을 중심으로. 홍익대학교 대학원 건축학과, 석사학위 논문.
- 정동건(2005).   서울특별시 문화정책의 발전방안에 관한 연구. 연세대학교 행정대학원 공공정책전공. 석사학위 논문.
- 최선묵(2002).	서울시 자치단체 심볼마크 색상의 기호학적 분석. 서강대학교 언론대학원 광고•홍보 전공, 석사학위 논문.

### 학회논문
- 강정운(2006).	지속가능한 도시발전을 위한 도시이미지 마케팅. 지역발전연구. Vol. 6, No.1, 187~207p.
- 김홍식(1992).  역사문화도시, 서울을 되살리자. 건축역사연구. 제1권 제2호, 238~241p.
- 김훈, 송윤환(2007). 도시이미지 결정요인과 도시규모별 이미지 결정요인 비교. 국제지역연구. 제11권 제1호(2007.3), 562~586P.
- 서승환(2004).	서울시 경제의 국민경제적 위상에 관한 연구
- 서울도시연구. 제5권 제2호, 69~89p.
- 서운석(2005).	서울의 도시이미지와 구성요인의 영향관계에 대한 연구 – 중국 대학생을 대상으로. 서울학연구 16호, 203~226p.
- 성동규, 김성희(2005). 서울광장 이용에 대한 시민 만족도 및 이미지에 관한 연구 – 시민광장’과 ‘문화광장’으로서의 인식을 중심으로  서울도시연구. 제6권 제4호, 191~214p.
- 신홍철, 손수진(2005). 관광도시 이미지 홍보 효과로서의 문화축제 제고방안 - 하이서울페스티벌” 참여 만족도를 중심으로
- 문화관광연구 제7권 제1호(2005년 여름), 267~291p.
- 안민호, 박천일(2006). 다차원 분석법을 활용한 서울과 8개 주요 도시 이미지 비교 분석 연구. 서울도시연구. 제7권 제4호(2006.12), 95~113P.
- 양도식(2007).	문화공간으로서 도시수변공간의 성공을 결정짓는 5가지 도시디자인 요소에 대한 고찰. 서울도시연구. 제8권 제1호, 85~105p.
- 염중호(2003).	서울의 확장 – 노동과 소비의 개념. 제10호, 144~151p.
- 이현호, 안순희(1988). 서울시 도심부의 공간이미지 특성에 관한 연구. 대한건축학회논문집. 제4권 제2호, 59~65p.
- 임승빈, 최형석, 변재상(2004). 도시 이미지 분석 기법에 관한 연구:
- MDSMultidimensional Scaling)에 의한 도시간 이미지 비교. 한국조경학회지. Vol. 32, No.1, 47~56p.
- 정병순, 박래현(2007). 대도시 서울의 산업적 특성에 관한 연구. 서울도시연구. 제8권 제1호(2007.3), 1~17P.
- 조정숙, 김남조(2001). 도시관광지로서 전통문화공간의 이미지 – 서울시 인사동 지역을 중심으로. 관광개발논총 제14호, 79~96p.
- 형성은(2007).	재래시장 활성화를 위한 이미지요소 추출 방법에 관한 연구. 감성과학. Vol.10, No.3, 451~462p.
- 황홍섭(1997).	한국 도시 상징의 분석 – 시가, 시조, 시목, 시화를 중심으로.한국지역지리학회지 제3권 제2호, 227~253p.

## 같이 보기
- 해태제과식품